# Sunderndorfer Matrikel
Bei der Sunderndorfer Matrikel (lat. matricula „Stammrolle, öffentliches Verzeichnis“) von 1524 handelt es sich um ein frühneuzeitliches Urbar des Bistums Freising, das die Besitzungen sämtlicher fürstbischöflicher Güter mit ihren Einnahmen aufführt.
Gleichzeitig handelt es sich um eine genaue Diözesanbeschreibung, in der alle Kirchen, Kapellen, Klöster und Friedhöfe aufgezählt werden. Als erstes Verzeichnis enthält es auch die Patrozinien der Pfarr- und Filialkirchen. Es wurde im Auftrag des Fürstbischofs Philipp von der Pfalz vom Generalvikar des Bistums Freising Stephan Sunderndorfer erstellt.  
Die Sunderndorfer Matrikel ist nach den Konradinischen Matrikeln, die am 22. Dezember 1315 unter dem Freisinger Fürstbischof Konrad III. dem Sendlinger begonnen und 1316 fertiggestellt wurden, eine zweite wichtige Quelle zur Orts- und Heimatforschung des Bistums.
Eine systematische Veröffentlichung erfolgte 1849/50 durch Martin von Deutinger unter dem Titel Die älteren Matrikeln des Bisthums Freysing.